# Kő kövön (film)
A Kő kövön (eredeti cím: Bio-Dome) egy 1996-os amerikai filmvígjáték, amelyet Jason Bloom rendezett. A film főszereplői Stephen Baldwin és Pauly Shore, és olyan hírességek is feltűnnek benne, mint Roger Clinton és Patricia Hearst. Jack Black és Kyle Gass először a ebben a filmben voltak láthatók képernyőn az együttesükkel, a Tenacious D-vel.

## Cselekmény
|  | Alább a cselekmény részletei következnek! |

Két jóbart Bud Macintosh és Doyle Johnson együtt élnek Arizonában, de környezetvédő barátnőik, Jen és Monique, éretlenségük és felelőtlenségük miatt dobják őket. Hazafelé tartva elhaladnak a Bio-Dome mellett, ahol Dr. Noah Faulkner tudós éppen arra készül, hogy egy évre elkülönítse a külvilágtól csapatát, hogy egy kísérlet keretében megóvja, a komplexum növény- és élővilágát a kívülről jövő szennyeződésektől. Bud és Doyle bemennek a Bio-Dómba a mosódba, és a tudósokkal együtt őket is bezárják. Dr. Leaky, a projekt befektetője felfedezi őket, és követeli, hogy távolítsák el őket, de Dr. Faulkner visszautasítja, arra hivatkozva, hogy ezzel tönkretenné a kísérletet. Mivel Bud és Doyle folyton a hülyéskednek, ezzel kárt tesznek számos projektben. A két "hívatlan vendéget" a sivatagi környezeti részlegbe száműzik, és három nap elszigeteltség után felfedeznek egy ottfelejtett kulcsot az egyik ablak zárjában, és megszöknek a Bio-Dómból.
Miközben Bud és Doyle, megtudják, hogy egykori barátnőik egy környezetvédelmi partin vesznek részt más férfiakkal, ezért úgy döntenek, hogy a Bio-Dómban szerveznek egy bulit, hogy visszahódítsák a lányokat. A terv visszafelé sül el. A kísérlet káoszba fullad, Jen és Monique pedig kitagadja a fiúkat. A tudósok arra készülnek, hogy az ajtón keresztül távozzanak a sivatagból, de Bud és Doyle közbelép, és követelik, hogy állítsák helyre a kupola teljes épségét, Doyle pedig végső megoldásként lenyeli a kulcsot. A csoport tagjai közösen kezdik megjavítani a kupolát, miközben a fiúk és a tudósok csapatként működnek együtt, és Bud és Doyle rajongók és támogatók nagy csoportját (köztük korábbi barátnőiket is) állítják maguk mellé a kupola helyreállításával kapcsolatban végzett erőfeszítéseik miatt. Eközben Dr. Faulkner megőrült, és tervbe veszi, hogy kókuszdiókba rejtett bombákkal felrobbantja a kupolát.
Miután eltelt néhány hónap, és közeledik a Föld napja, Bud, Doyle és a csapat sikeresen helyreállítja a kupolát, de az ajtók újbóli megnyitása előtti éjszakán a fiúk találkoznak Dr. Faulknerrel, aki ráveszi a két jóbarátot, hogy segítsenek elhelyezni a kupolában bizonyos tárgyakat. A srácok segítenek neki, nem tudván, hogy azok valójában bombák. Miután Bud és Doyle egyedül maradnak a bombákkal, az egyik kókuszdióval szórakoznak, és emiatt megtalálják a bombát. Riasztják a többieket, és megpróbálnak idő előtt kijutni a kupolából, de az ajtót nem lehet kinyitni, amíg az óra el éri az éjfélt, amikor is a bombák felrobbannak. Bud és Doyle visszaszaladnak a kupolába, hogy megkeressék Dr. Faulknert, és rávegyék, hogy hatástalanítsa a pokolgépeket. A fiúk legyőzik a megörült professzort, és egy távirányítóval hatástalanítják a bombákat.
Miután a Bio-dóm kísérlet befejeződött, a csapat felkészül, hogy kilépjen az immár nyitott ajtón, de amikor elindulnak kifelé, Dr. Faulkner visszatér egy utolsó kókuszbombával, megbotlik, és a bomba felrobban a bejáratnál. Bud, Doyle, Jen és Monique elbúcsúznak a Bio-Dome tudósaitól, és autóval elhajtanak, majd Doyle-nak közli, hogy ismét ki kell mennie a mosdóba, és az autó egy rejtélyes atomerőmű felé tart. Dr. Faulkner eközben megszökött a kupolából a sivatagi ablakajtón keresztül, miután visszaszerezte a kulcsot, amit Doyle lenyelt, és a sivatagban menekül a rendőrség elől.
|  | Itt a vége a cselekmény részletezésének! |

## Szereplők
| Szerep             | Színész           | Magyar hang       |
| ------------------ | ----------------- | ----------------- |
| Bud Macintosh      | Pauly Shore       | Stohl András      |
| Doyle Johnson      | Stephen Baldwin   | Széles László     |
| Monique            | Joey Lauren Adams | Kiss Erika        |
| Jen                | Teresa Hill       | Dorogi Barbara    |
| Dr. Petra von Kant | Kylie Minogue     | Madarász Éva      |
| Dr. Noah Faulkner  | William Atherton  | Szersén Gyula     |
| William Leaky      | Henry Gibson      | Dobránszky Zoltán |

## Forgatás
A filmet 1995. április 28. és 1995. június 7. között forgatták, és a kupolában játszodó jeleneteket a kaliforniai Van Nuysban található Donald C. Tillman vízregeneráló üzemben vették fel.

## Bevétel
A film 13,4 millió dolláros bevételt hozott Észak-Amerikában, ami nem túl magas a 8,5 millió dolláros becsült gyártási költségvetéshez és a 10 millió dolláros marketingköltségéhez viszonyítva. 1996. január 12-én mutatták be az észak-amerikai mozik, nyitóhétvégéjén csupán a kilencedik helyen végzett. Olyan filmek előzték meg, mint a harmadik hete műsoron lévő 12 majom, a szintén debütáló Szemet szemért és Ne légy barom, míg iszod a dzsúszod a gettóban, a negyedik hete műsoron lévő Még zöldebb a szomszéd nője, a nyolcadik hete műsoron lévő Toy Story – Játékháború, az ötödik hete műsoron lévő Szemtől szemben és Jumanji és a negyedik hete műsoron lévő Az igazira várva című filmek. Azonban a Kő kövönnek sikerült megelőznie, a szintén debütáló, Képtelen képrablás, a Majomparádé és a A fűnyíróember 2: Jobe háborúja című filmeket.

## Kritikai visszhang
A Rotten Tomatoes-on 26 kritikus értékelése alapján a film 4%-os tetszést aratott. 26 kritikusból 25 negatívan értékelte a filmet és csupán egy kritikus volt jó véleménnyel a Kő kövönről. 
Alec Baldwin azt mondta a bátyjának, Stephen Baldwinnak, hogy a film elkészítése véget vethet a színészi karrierjének.
Kylie Minogue a "karrierje legrosszabbjának" nevezte ezt a filmet. Azt mondta, ez az egyetlen dolog, amit szakmai életében tett, amiért az apja kineveti.

## Lehetséges folytatás
2013. december 18-án Stephen Baldwin megjelent Mancow Muller rádió/TV műsorában, és megerősítette, hogy tárgyalásokat folytat Pauly Shore-ral a film folytatásának elkészítéséről, amely karaktereik, Bud és Doyle, valamint a gyerekeik körül forogna. Baldwin azt is kijelentette, hogy a Kő kövönben játszott szerepe miatt több elismerést kap, mint bármely más filmért, amelyben eddig szerepelt. Egy 2017. január 17-én a Varietyben megjelent interjúban megismételte, hogy szeretne folytatást készíteni, és elmondta, hogy Shore benne van, és a finanszírozás is megvan és már csak a stúdió jóváhagyására várnak.

## Díjak, jelölések

### Arany Málna díj
| Átadás éve | Kategória                    | Díjazott    | Eredmény                            |
| ---------- | ---------------------------- | ----------- | ----------------------------------- |
| 1997       | Legrosszabb férfi főszereplő | Pauly Shore | Elnyerte (Tom Arnold-dal megosztva) |

### The Stinkers Bad Movie Awards
| Átadás éve | Kategória                                | Díjazott        | Eredmény |
| ---------- | ---------------------------------------- | --------------- | -------- |
| 1996       | Legrosszabb színész                      | Pauly Shore     | Jelölve  |
| 1996       | Legrosszabb hajviselet filmben           | Stephen Baldwin | Elnyerte |
| 1996       | A legfájdalmasabban komolytalan vígjáték | Kő kövön        | Elnyerte |

## Fordítás
- Ez a szócikk részben vagy egészben  a   Bio-Dome című angol Wikipédia-szócikk fordításán alapul.  Az eredeti cikk szerkesztőit annak laptörténete sorolja fel. Ez a jelzés csupán a megfogalmazás eredetét és a szerzői jogokat jelzi, nem szolgál a cikkben szereplő információk forrásmegjelöléseként.